# ریبین حیدری
ریبین حیدری متولد(۱۳۴۷ در بوکان). پیکره تراش و مجسمه‌ساز اهل ایران.

## زندگی‌نامه
ریبین حیدری از مجسمه سازان و پیکره تراشان ایرانی است وی تاکنون در بسیاری از کشورها غربی مانند آمریکا با برپایی نمایشگاه مورد توجه بسیاری از علاقه‌مندان به این رشته هنری قرارگرفته‌است. ریبین حیدری در سال ۱۳۴۷ در شهر بوکان به دنیا آمده‌است. او از همان ابتدا کودکی و نوجوانی با طراحی و نقاشی استعداد خود را نشان داد. بعد از مدتی علاقه خاصی به پیکره سازی پیدا می‌کند برای فراگیری این هنر به دنبال آن می‌رود. وی از دانشگاه پافا در فیلادلفیای آمریکا موفق به اخذ مدرک کارشناسی ارشد مجسمه‌سازی می‌شود و از سال۱۹۹۴
میلادی آثارش را در نمایشگاههای فردی و گروهی در معرض دید علاقه‌مندان قرار می‌دهد. بیشتر نمایشگاههای او در کشورهایی چون سوئد، ایتالیا، دانمارک، فنلاند و برخی دیگر از کشورههای اروپایی برپا شده‌است.
از سال ۲۰۰۰ به بعد هم در آمریکا نمایش برگزار کرده و در تهران نیز در نمایشگاه «بینال دو سالانه مجسمه‌سازی» حضور داشته‌است. در زادگاهش بوکان شهر هنر و موسیقی هم دو بار اقدام به برپائی نمایشگاه کرده‌است. او عضو انجمن مجسمه‌سازان ایران و همچنینی سوئد می‌باشد.
به گفته خودش استاد مشخصی در پیکره‌سازی ندارد؛ اما تشویق‌های خانواده، دوستان و هنرمندان دیگر این رشته را مشوق خود می‌داند.
بعضی از آثار این هنرمند در مکانهای عمومی به صورت دائمی در بعضی از کشورهای اروپایی و همچنینی ایران نصب شده‌است.
از دیگر اقدامات ریبین تأسیس یک آکادمی مجسمه‌سازی به نام «ریبین» در بوکان است.